# Дулло, Герман Фридрих
Герман Фридрих Дулло (нем. Hermann Friedrich Dullo; 18 [29] сентября 1745, Злекас — 12 [24] января 1826, Кабиле) — курляндский пастор и специалист по сельскому хозяйству.

## Биография
Родился 18 (29) сентября 1745 года в Злекасе.
После обучения в 1764—1767 годах на теологическом факультете Гёттингенского университета приехал Кабиле, где с 1768 года служил пастором. В 1774 году открыл в приходе школу для латышских детей; в 1810 году — немецкую школу; 27 мая 1818 года по случаю 50-летия своего служения был удостоен степени почётного доктора богословия Дерптского университета. Опубликовал ряд катехизаторских сочинений. С 1819 года — член Консисторского совета.
Первым ввёл в Курляндии выращивание картофеля. Автор фундаментального труда «Курляндское сельское хозяйство» (нем. Die kurländische Landwirthschaft; 1804, 1818), напечатанного в Митаве.
Выпускал один из первых в Курляндии журналов на латышском языке «Mīlīga Pamācīšana» (1821—1824, 8 номеров).
Был почётным членом Лифляндского общеполезного и экономического общества.
Умер 12 (24) января 1826 года в Кабиле.